# Église Saint-Michel de Saint-Michel-de-Chavaignes
Pour les articles homonymes, voir Église Saint-Michel.
L'église Saint-Michel est une église catholique située sur le territoire de la commune de Saint-Michel-de-Chavaignes, en France. Elle est inscrite au titre des monuments historiques.

## Localisation
L'église est située dans le département français de la Sarthe, dans le bourg de Saint-Michel-de-Chavaignes.

## Architecture
L'édifice est inscrit au titre des monuments historiques depuis le 20 juin 1952.